# Otbert von Lüttich
Otbert von Lüttich, auch Obert oder Obbert, († 31. Januar 1119 in Lüttich) war von 1091 bis 1119 Bischof von Lüttich. Er war einer der bedeutendsten Lütticher Bischöfe in der Zeit des 11. und 12. Jahrhunderts.

## Leben
Über seine Herkunft ist nichts Näheres bekannt, vermutlich stammte er aus der Diözese Lüttich. Otbert war zunächst Kanoniker im Kathedralkapitel von Sankt Lambert und Propst im Heilig Kreuz Stift zu Lüttich. 1091 wurde er von Kaiser Heinrich IV. in Oberitalien investiert und empfing am 1. Februar 1092 in Köln durch Erzbischof Hermann von Hochstaden die Bischofsweihe.
Durch eine umsichtige Verwaltung konnte er seine Position als Bischof schnell festigen. Otbert suchte in Lüttich Kontakte zu den führenden Patrizierfamilien und erwarb für seine Diözese 1095 und 1096 die Herrschaft und Burg Bouillon, Couvin und Clermont. Seine Einsetzung führte aber zu Spannungen mit den verschiedenen Klöstern in dem Bistum, da er neue Äbte ernannte. Wegen eines Streites mit Sankt Laurentius und seiner kompromisslosen Unterstützung Kaiser Heinrichs im Investiturstreit wurde er von Papst Urban II. exkommuniziert. Auf Grund seiner starken Position in Lüttich blieb diese aber folgenlos. Ein Versuch von Papst Paschalis II. und dem Lütticher Klerus Otbert militärisch zu bezwingen, konnte durch das Eingreifen von Kaiser Heinrich IV. verhindert werden. 1106 wurde Otbert von Paschalis erneut gebannt, aber nach erfolgter Unterwerfung wieder in die Kirche aufgenommen. Seine Treue zu Heinrich bewies er auch, als er den abgesetzten und gebannten Kaiser 1106 aufnahm und nach seinem Tod in seiner Domkirche vorläufig bestattete. Später unterstützte er Heinrichs Sohn und Erbe Heinrich V., dem er auch nach Heinrichs Bruch mit der römischen Kirche 1112 die Treue hielt.